# Valencia (Nou Mèxic)
Valencia és una concentració de població designada pel cens dels Estats Units a l'estat de Nou Mèxic. Segons el cens del 2000 tenia 4.500 habitants.

## Demografia
Segons el cens del 2000, Valencia tenia 4.500 habitants, 1.553 habitatges, i 1.248 famílies. La densitat de població era de 316,5 habitants per km².
Dels 1.553 habitatges en un 37,1% hi vivien nens de menys de 18 anys, en un 63% hi vivien parelles casades, en un 11,4% dones solteres, i en un 19,6% no eren unitats familiars. En el 15,4% dels habitatges hi vivien persones soles el 4,2% de les quals corresponia a persones de 65 anys o més que vivien soles. El nombre mitjà de persones vivint en cada habitatge era de 2,87 i el nombre mitjà de persones que vivien en cada família era de 3,17.
Per edats la població es repartia de la següent manera: un 27,9% tenia menys de 18 anys, un 8% entre 18 i 24, un 28,5% entre 25 i 44, un 25,5% de 45 a 60 i un 10,1% 65 anys o més.
L'edat mediana era de 37 anys. Per cada 100 dones de 18 o més anys hi havia 95 homes.
La renda mediana per habitatge era de 40.521 $ i la renda mediana per família de 47.745 $. Els homes tenien una renda mediana de 38.939 $ mentre que les dones 24.830 $. La renda per capita de la població era de 16.620 $. Aproximadament el 8,5% de les famílies i el 12% de la població estaven per davall del llindar de pobresa.

## Poblacions més properes
El següent diagrama mostra les poblacions més properes.